# NGC 4027
NGC 4027 је спирална галаксија у сазвежђу Гавран која се налази на NGC листи објеката дубоког неба.
Деклинација објекта је - 19° 15' 57" а ректасцензија 11h 59m 30,5s. Привидна величина (магнитуда) објекта NGC 4027 износи 11,0 а фотографска магнитуда 11,6. Налази се на удаљености од 25,6000 милиона парсека од Сунца. NGC 4027 је још познат и под ознакама ESO 572-37, MCG -3-31-8, UGCA 260, VV 66, ARP 22, 1SZ 109, 8ZW 158, IRAS 11569-1859, PGC 37773.